# Scathophaga
Scathophaga is een geslacht van insecten uit de familie van de drekvliegen (Scathophagidae). 

## Soorten
- S. aldrichi (Malloch, 1920)
- S. analis Meigen, 1803
- S. apicalis (Curtis, 1835)
- S. calida Haliday in Curtis, 1832
- S. cineraria Meigen, 1826
- S. cordylurina (Holmgren, 1883)
- S. crinita (Coquillett, 1901)
- S. dalmatica Becker, 1894
- S. dasythrix (Becker, 1894)
- S. exotica (Wiedemann, 1830)
- S. fontinalis (Camillo Róndani, 1867)
- S. frigida (Coquillett, 1900)
- S. furcata (Say, 1823)
- S. grisea (Malloch, 1920)
- S. hiemalis (James, 1950)
- S. incola (Becker, 1900)
- S. inquinata Meigen, 1826
- S. intermedia (Walker, 1849)
- S. islandica (Becker, 1894)
- S. janmayeni (Séguy, 1938)
- S. lapponica (Ringdahl, 1920)
- S. litorea (Fallen, 1819)
- S. lutaria (Fabricius, 1794)
- S. mollis (Becker, 1894)
- S. monticola (Malloch, 1924)
- S. multisetosa (Holmgren, 1883)
- S. nigripalpis (Becker, 1907)
- S. nigrolimbata (Cresson, 1918)
- S. obscura (Fallen, 1819)
- S. obscurinervis (Becker, 1900)
- S. orcasae (Malloch, 1935)
- S. parviceps (Ringdahl, 1936)
- S. pictipennis (Oldenberg, 1923)
- S. reses (Giglio-Tos, 1893)
- S. robusta (Curran, 1927)
- S. scybalaria (Linnaeus, 1758)
- S. stercoraria

Strontvlieg (Linnaeus, 1758)
- S. subpolita (Malloch, 1935)
- S. suilla (Fabricius, 1794)
- S. varipes (Holmgren, 1883)